# NGC 4956
NGC 4956 (również PGC 45236 lub UGC 8177) – galaktyka soczewkowata (S0), znajdująca się w gwiazdozbiorze Psów Gończych. Odkrył ją William Herschel 1 maja 1785 roku.